# Pompierre
Pompierre és un municipi francès, situat al departament dels Vosges i a la regió del Gran Est. L'any 2007 tenia 229 habitants.

## Demografia

### Població
El 2007 la població de fet de Pompierre era de 229 persones. Hi havia 91 famílies, de les quals 19 eren unipersonals (11 homes vivint sols i 8 dones vivint soles), 38 parelles sense fills i 34 parelles amb fills.
La població ha evolucionat segons el següent gràfic:
Habitants censats

### Habitatges
El 2007 hi havia 114 habitatges, 94 eren l'habitatge principal de la família, 1 era una segona residència i 19 estaven desocupats. 107 eren cases i 7 eren apartaments. Dels 94 habitatges principals, 73 estaven ocupats pels seus propietaris i 21 estaven llogats i ocupats pels llogaters; 2 tenien dues cambres, 8 en tenien tres, 19 en tenien quatre i 66 en tenien cinc o més. 74 habitatges disposaven pel capbaix d'una plaça de pàrquing. A 45 habitatges hi havia un automòbil i a 42 n'hi havia dos o més.

### Piràmide de població
La piràmide de població per edats i sexe el 2009 era:
| Homes | Edats   | Dones |
| ----- | ------- | ----- |
| 0     | 95 o +  | 0     |
| 0     | 90 a 94 | 0     |
| 8     | 85 a 89 | 0     |
| 0     | 80 a 84 | 4     |
| 12    | 75 a 79 | 4     |
| 4     | 70 a 74 | 4     |
| 8     | 65 a 69 | 8     |
| 4     | 60 a 64 | 8     |
| 8     | 55 a 59 | 0     |
| 12    | 50 a 54 | 12    |
| 12    | 45 a 49 | 8     |
| 4     | 40 a 44 | 12    |
| 8     | 35 a 39 | 4     |
| 0     | 30 a 34 | 0     |
| 4     | 25 a 29 | 0     |
| 8     | 20 a 24 | 4     |
| 8     | 15 a 19 | 4     |
| 20    | 10 a 14 | 8     |
| 0     | 5 a 9   | 4     |
| 0     | 0 a 4   | 0     |

## Economia
El 2007 la població en edat de treballar era de 140 persones, 106 eren actives i 34 eren inactives. De les 106 persones actives 96 estaven ocupades (56 homes i 40 dones) i 12 estaven aturades (4 homes i 8 dones). De les 34 persones inactives 13 estaven jubilades, 12 estaven estudiant i 9 estaven classificades com a «altres inactius».

### Ingressos
El 2009 a Pompierre hi havia 94 unitats fiscals que integraven 247,5 persones, la mediana anual d'ingressos fiscals per persona era de 16.703 €.

### Activitats econòmiques
Dels 9 establiments que hi havia el 2007, 1 era d'una empresa alimentària, 2 d'empreses de construcció, 4 d'empreses de comerç i reparació d'automòbils, 1 d'una empresa de serveis i 1 d'una empresa classificada com a «altres activitats de serveis».
Els 2 serveis als particulars que hi havia el 2009 eren fusteries.
Dels 2 establiments comercials que hi havia el 2009, 1 era una botiga de menys de 120 m² i 1 una botiga d'electrodomèstics.
L'any 2000 a Pompierre hi havia 10 explotacions agrícoles que ocupaven un total de 894 hectàrees.

## Equipaments sanitaris i escolars
El 2009 hi havia una escola elemental.

## Poblacions més properes
El següent diagrama mostra les poblacions més properes.